# アンディ・シントン
アンディ・シントン（Andy Sinton, 1966年3月19日 - ）は、イングランド・クラムリントン出身の元サッカー選手。ポジションはミッドフィールダー(LMF)。

## クラブ経歴
1982年にケンブリッジ・ユナイテッドFCでキャリアをスタート。その後移籍したブレントフォードFCやクイーンズ・パーク・レンジャーズFCなどで主力として活躍した。
1996年に移籍したトッテナム・ホットスパーFCでは1999年にフットボールリーグカップ優勝に貢献した。
2007年に選手兼任監督を務めていたフリート・タウンFCで現役を引退した。2010年までフリート・タウンで監督として指揮をとった。
2015年からはクイーンズ・パーク・レンジャーズFCのクラブアンバサダーを務める。

## 代表経歴
1991年にサッカーイングランド代表に初招集されると、1992年に行われたUEFA EURO '92のメンバーにも選ばれた。

## タイトル
ブレントフォード
- ブレントフォード年間最優秀選手:2回 (1987, 1988)

トッテナム
- フットボールリーグカップ:1回 (1998-99)